# Кастеллотти, Эудженио
Эудже́нио Кастелло́тти (итал. Eugenio Castellotti, 10 октября 1930, Милан — 14 марта 1957, трасса Модена) — итальянский автогонщик.

## Карьера
Эудженио Кастеллотти дебютировал в автоспорте в 1952 году (спортивные автомобили). Он стал вторым на Гран-при Португалии, третьим на Гран-при Бари и выиграл Гран-при Монако. Кроме того, на Гран-при Сицилии Кастеллотти выиграл в классе. В 1953 Эудженио выиграл свой первый (из трёх) чемпионат Италии по горным гонкам, стал победителем гонки 10 часов Мессины на Ferrari и занял третье место в Carrera Panamericana на Lancia.
В 1954 Эудженио Кастеллотти подписал контракт с Lancia. Он выступал в гонках спорткаров. Но его мечтой было выступление в Гран-при Формулы-1. И в 1955 она сбылась: Кастеллотти дебютировал на Гран-при Аргентины. Тогда он отдал машину Луиджи Виллорези, который в итоге сошёл с дистанции. На Гран-при Монако Эудженио стал вторым. И это обратило на него внимание Scuderia Ferrari. В её составе он завершил сезон, став в общем зачёте третьим.
В 1956 Кастеллотти провёл полный сезон Формулы-1 в составе Ferrari. И здесь у него была внутрикомандная борьба с Луиджи Муссо. В итоге Эудженио стал в чемпионате шестым, опередив Луиджи. Кроме того, Кастеллотти выиграл Mille Miglia, а вместе с Хуаном-Мануэлем Фанхио стал победителем 12 часов Себринга и занял второе место в гонке 1000 километров Нюрбургринга.
В 1957 Эудженио Кастеллотти выиграл 1000 километров Буэнос-Айреса, после чего был вызван Scuderia Ferrari на тесты в Модену. В день тестов шёл дождь, и Кастеллотти, не справившись с управлением, врезался в барьер. Авария оказалась смертельной.

### Полная таблица результатов
| Легенда к таблице |                                                                    |
| --- | ------------------------------------------------------------------ |
| В таблице перечислены результаты всех Гран-при Формулы-1, в которых принимал участие гонщик. Строками таблицы являются сезоны, столбцами — этапы чемпионата мира. В каждой клетке указаны сокращённое название этапа и результат, дополнительно обозначенный цветом. Расшифровка обозначений и цветов представлена в нижеследующей таблице. |                                                                    |
| \| Пример \| Описание \| \| ------------ \| ------------------------------------------------------------------ \| \| 1 \| Победитель \| \| 2 \| Второе место \| \| 3 \| Третье место \| \| 5 \| Финишировал, заработав очки \| \| Сход \| Не финишировал, но при этом заработал очки \| \| 12 \| Финишировал, не получив очков \| \| НКЛ \| Финишировал, но не попал в финальную классификацию \| \| 15 \| Участвовал вне зачёта, либо по отдельной классификации \| \| 18 \| Не финишировал, но попал в финальную классификацию \| \| Сход \| Не финишировал \| \| НКВ \| Не прошёл квалификацию \| \| НПКВ \| Не прошёл предквалификацию \| \| ДСК \| Дисквалифицирован \| \| ИСК \| Исключён из протокола соревнований \| \| ТТ \| Заявлен для участия только в тренировках \| \| НС \| Участвовал в квалификации, но не стартовал в гонке \| \| Т \| Травмирован или болен \| \| ОТК \| Отказ от участия \| \| НТР \| Прибыл на соревнования, но на трассу не выезжал \| \| НПР \| Был заявлен в числе участников, но не прибыл к началу соревнований \| \| О \| Соревнования отменены \| \| \| Не участвовал \| \| Поул-позиция \| \| \| Быстрый круг \| \| |                                                                    |
| Пример | Описание                                                           |
| 1 | Победитель                                                         |
| 2 | Второе место                                                       |
| 3 | Третье место                                                       |
| 5 | Финишировал, заработав очки                                        |
| Сход | Не финишировал, но при этом заработал очки                         |
| 12 | Финишировал, не получив очков                                      |
| НКЛ | Финишировал, но не попал в финальную классификацию                 |
| 15 | Участвовал вне зачёта, либо по отдельной классификации             |
| 18 | Не финишировал, но попал в финальную классификацию                 |
| Сход | Не финишировал                                                     |
| НКВ | Не прошёл квалификацию                                             |
| НПКВ | Не прошёл предквалификацию                                         |
| ДСК | Дисквалифицирован                                                  |
| ИСК | Исключён из протокола соревнований                                 |
| ТТ | Заявлен для участия только в тренировках                           |
| НС | Участвовал в квалификации, но не стартовал в гонке                 |
| Т | Травмирован или болен                                              |
| ОТК | Отказ от участия                                                   |
| НТР | Прибыл на соревнования, но на трассу не выезжал                    |
| НПР | Был заявлен в числе участников, но не прибыл к началу соревнований |
| О | Соревнования отменены                                              |
| | Не участвовал                                                      |
| Поул-позиция |                                                                    |
| Быстрый круг |                                                                    |

| Сезон | Команда          | Шасси                   | Двигатель                  | Ш | 1        | 2     | 3   | 4        | 5     | 6      | 7        | 8     | Место | Очки  |
| ----- | ---------------- | ----------------------- | -------------------------- | - | -------- | ----- | --- | -------- | ----- | ------ | -------- | ----- | ----- | ----- |
| 1955  | Scuderia Lancia  | Lancia D50              | Lancia DS50 2.5 V8         | P | АРГ Сход | МОН 2 | 500 | БЕЛ Сход |       |        |          |       | 3     | 12    |
| 1955  | Scuderia Ferrari | Ferrari 555 Supersqualo | Ferrari 106 2.5 L4         | Е |          |       |     |          | НИД 5 |        | ИТА 3    |       | 3     | 12    |
| 1955  | Scuderia Ferrari | Ferrari 625             | Ferrari 107 2.5 L4         | Е |          |       |     |          |       | ВЕЛ 6  |          |       | 3     | 12    |
| 1956  | Scuderia Ferrari | Lancia Ferrari D50      | Lancia Ferrari DS50 2.5 V8 | Е | АРГ Сход | МОН 4 | 500 | БЕЛ Сход | ФРА 2 | ВЕЛ 10 | ГЕР Сход | ИТА 8 | 6     | 7 1⁄2 |
| 1957  | Scuderia Ferrari | Lancia Ferrari 801      | Lancia Ferrari DS50 2.5 V8 | Е | АРГ Сход | МОН   | 500 | ФРА      | ВЕЛ   | ГЕР    | ПЕС      | ИТА   | -     | 0     |